# جوليا آدامز
جوليا آدامز (بالإنجليزية: Julia Adams)‏ هي عالمة اجتماع أمريكية، ولدت في 11 يوليو 1957.